# Alcufer Stadion
Alcufer Stadion – stadion piłkarski w mieście Győr (w części miasta Gyirmót), na Węgrzech. Został otwarty w 2005 roku. Może pomieścić 4728 widzów. Swoje spotkania rozgrywają na nim piłkarze klubu Gyirmót FC Győr.
Stadion został otwarty w 2005 roku. Początkowo było to jedynie skromne boisko z niewielkimi, stalowymi trybunami od strony północno-wschodniej. W kolejnych latach obiekt był jednak konsekwentnie rozbudowywany o kolejne trybuny oraz inne elementy infrastruktury. W 2015 roku przeprowadzono natomiast kompleksową rekonstrukcję stadionu. W wyniku przebudowy powstały zupełnie nowe trybuny wzdłuż boiska, po obu stronach, a także nowy budynek klubowy za bramką od strony północno-zachodniej.